# Beme
Beme Inc. stilizzato come BEME, era una società multimediale fondata da Matt Hackett e Casey Neistat, un vlogger e videomaker su YouTube. Beme Inc. è stata la creatrice dell'app mobile, Beme. Il 28 novembre 2016, la CNN ha annunciato che avrebbe acquisito Beme. CNN intendeva investire nell'azienda e creare un nuovo marchio incentrato su un pubblico giovane. L'app Beme è stata ufficialmente chiusa il 31 gennaio 2017. Beme è stata fusa in CNN Digital Studios il 25 gennaio 2018. Nonostante ciò, il canale YouTube di Beme News è ancora attivo.

## Storia
Nel 2014, Beme Inc. è stata fondata da Matt Hackett e Casey Neistat. Il 17 luglio, 2015, Beme Inc. ha rilasciato un app mobile chiamato Beme su iOS App Store. L'app consente agli utenti di produrre video inediti da 2 a 8 secondi, che vengono immediatamente caricati e condivisi con gli abbonati dell'utente, senza la possibilità di visualizzare in anteprima il video. Il 28 luglio 2015, Casey Neistat ha confermato un round di seed da 2,6 milioni di dollari guidato da Lightspeed Venture Partners e VaynerRSE. Il 2 maggio 2016, Beme è stato rilasciato per Android su Google Play. A TechCrunch, a maggio 2016, Neistat ha informato di aver raccolto un totale di 6 milioni di dollari e di avere 11 dipendenti a tempo pieno (10 tecnici, 1 responsabile per i social media). Ha anche riferito che il tasso di burn era inferiore a circa $180.000 al mese e che il suo stipendio era di $0.
Il 28 novembre 2016, la CNN ha annunciato l'acquisizione di Beme Inc. per 25 milioni di dollari segnalati ed è diventata una filiale di Turner Broadcasting System, Inc. Alla fine del 2017, i cofondatori Matt Hackett e Casey Neistat hanno annunciato che avrebbero lasciato Beme e che sarebbe stato ripiegato nei CNN Digital Studios. Una pagina di YouTube intitolata Beme News sta ora creando contenuti con Neistat in qualità di produttore esecutivo.